# Libéraux-démocrates écossais
Les Libéraux-démocrates écossais (en anglais : Scottish Liberal Democrats, et en gaélique écossais : Libearal Deamocratach na h-Alba) est la branche écossaise des Libéraux-démocrates britanniques. Son chef est depuis 2021 le parlementaire écossais Alex Cole-Hamilton.

## Leaders
- Malcolm Bruce (3 mars 1988 - 18 avril 1992)
- Jim Wallace (18 avril 1992 - 23 juin 2005)
- Nicol Stephen (27 juin 2005 - 2 juillet 2008)
- Tavish Scott (28 août 2008 - 7 mai 2011)
- Willie Rennie (11 mai 2011 - 20 juillet 2021)
- Alex Cole-Hamilton (depuis le 20 août 2021)

## Résultats électoraux

### Élections britanniques
| Année | Voix    | %    | Mandats | Rang |
| ----- | ------- | ---- | ------- | ---- |
| 1992  | 383 856 | 13,1 | 9 / 72  | 3e   |
| 1997  | 365 362 | 13,0 | 10 / 72 | 3e   |
| 2001  | 380 034 | 16,3 | 10 / 72 | 3e   |
| 2005  | 528 076 | 22,6 | 11 / 59 | 2e   |
| 2010  | 465 471 | 18,9 | 11 / 59 | 2e   |
| 2015  | 219 675 | 7,5  | 1 / 59  | 4e   |
| 2017  | 179 061 | 6,8  | 4 / 59  | 4e   |
| 2019  | 263 417 | 9,5  | 4 / 59  | 4e   |
| 2024  | 234 228 | 9,7  | 6 / 57  | 4e   |

### Élections écossaises
| Année | Circonscriptions | Circonscriptions | Circonscriptions | Régions | Régions | Régions | Rang | Total des sièges | Gouvernement                                                      |
| Année | Voix             | %                | Sièges           | Voix    | %       | Sièges  | Rang | Total des sièges | Gouvernement                                                      |
| ----- | ---------------- | ---------------- | ---------------- | ------- | ------- | ------- | ---- | ---------------- | ----------------------------------------------------------------- |
| 1999  | 331 279          | 14,2             | 12 / 73          | 225 774 | 12,4    | 5 / 69  | 4e   | 17 / 129         | Dewar (1999-2000), McLeish (2000-2001) et McConnell I (2001-2003) |
| 2003  | 286 150          | 15,3             | 13 / 73          | 225 774 | 11,8    | 4 / 69  | 4e   | 17 / 129         | McConnell II                                                      |
| 2007  | 326 232          | 16,2             | 11 / 73          | 230 671 | 11,3    | 5 / 69  | 4e   | 16 / 129         | Opposition                                                        |
| 2011  | 157 714          | 7,9              | 2 / 73           | 103 472 | 5,2     | 3 / 69  | 4e   | 5 / 129          | Opposition                                                        |
| 2016  | 178 238          | 7,8              | 4 / 73           | 119 284 | 5,2     | 1 / 69  | 5e   | 5 / 129          | Opposition                                                        |
| 2021  | 187 746          | 6,9              | 4 / 73           | 137 152 | 5,1     | 0 / 69  | 5e   | 4 / 129          | Opposition                                                        |